# 进步人士运动
进步人士运动（法語：Mouvement des progressistes，缩写为MDP），前稱進步統一運動，是法國的一個小型民主社會主義政黨，成立于2009年11月4日，创始人是法国共产党前全国书记罗贝尔·于。